# Les Vacances de l'angoisse
Les Vacances de l'angoisse est un livre de la collection Chair de poule (Goosebumps, en anglais), créée et écrite par l'auteur R. L. Stine. Dans la collection française Bayard Poche, ce livre est le 72e de la collection.
Il se détache des autres livres de la série car c'est le seul qui raconte plusieurs petites histoires. Le principe des cinq histoires qui y sont présentées est : le protagoniste – toujours un adolescent d'environ douze ans – est en vacances, et celles-ci sont gâchées par une chose ou un évènement étrange. Ces histoires n'ont à part cela aucun élément commun entre elles.

## Résumés

### Traquenard sur la plage(Shell Shocker)
Tara, passionnée par les coquillages, en découvre un joli petit sur la plage où elle est en vacances... mais ce coquillage parle ! Il la mène dans une grotte sinistre où il affirme y avoir le plus gros coquillage du monde. Tara le suit...
Puis elle se fait manger par le gros coquillage qui était en fait un bernard-l'ermite !

### Oiseaux de malheur(For the Birds)
Kim est un garçon dont toute la famille est passionnée des oiseaux. Mais pas lui. Il doit partir en vacances avec eux, dans un refuge encerclé de centaines d'oiseaux, et tenu par un mystérieux M. Plume.

### Présence dans les bois(Strangers in the Woods)
Lucy part en vacances chez sa grand-tante qui habite une maison à côté d'un grand bois. La nuit, par la fenêtre de sa chambre, Lucy y voit d'étranges lumières qui se déplacent... Lucy arrive bientôt à la conclusion que des extraterrestres sont - ou vont - arriver sur terre, dans ce bois. Et sa grand-tante devient bizarre... Elle conduit comme une furie, et ses cookies d'habitude excellents ont un goût douteux. Lucy se demande si sa grand-Tante n'est pas elle aussi une créature de l'espace. Tout cela est certes absurde, mais si elle avait raison ?...

### P.S.: surtout, ne réponds pas!(P.S.: Don't write back!)
David est en colonie de vacances. Il ne reçoit étrangement aucune lettre de ses parents, alors que tous ses camarades en reçoivent pleins chaque jour... Et puis un jour, il en reçoit une oubliée depuis longtemps dans le bureau du directeur. Le P.S. est douteux : les parents y écrivent : « Surtout, ne réponds pas ! » ...

## Liens
- Ressource relative à la littérature :   - Internet Speculative Fiction Database